# Slavenka Drakulič
Slavenka Drakulič is een Kroatisch schrijfster.

## Levensloop
Slavenka Drakulič werd op 4 juli 1949 geboren in Rijeka, een stad in Kroatië, dat in die tijd deel uitmaakte van de socialistische republiek Joegoslavië. Ze volgde vergelijkende literatuurwetenschap en sociologie aan de universiteit van Zagreb, waar ze in 1976 afstudeerde. Ze begon haar loopbaan als journaliste, onder meer in de Kroatischtalige dagbladen Start en Danas, waar ze vooral over onderwerpen gerelateerd aan feminisme behandelde. Over dat onderwerp gaat ook haar in 1984 gepubliceerde essay Mrtni grijesi feminizma ('De doodzonden van het feminisme'). Dat essay draagt bij tot haar bekendheid, eerst in eigen land, later ook ver daarbuiten met journalistiek en essayistisch werk, en vooral romans.
Ze trouwde met de Zweedse journalist Richard Swartz, met wie ze een huis in Istrië bezit.
Haar leven speelt zich deels daar af, en deels in Zagreb en Stockholm, waarnaast ze veel gereisd heeft. In haar vaderland Joegoslavië maakte ze de burgeroorlog van de jaren negentig mee, en verzette ze zich tegen de diverse nationalismen die uiteindelijk tot het uiteenvallen van het land leiden. Haar kritiek werd haar niet in dank afgenomen en ze zoekt enkele jaren veiliger oorden op, met name in Zweden. De voornaamste reden daarvoor was de hetze die tegen haar en vier vrouwelijke collega’s werd gevoerd in 1992, in volle oorlog, beginnend met een ongesigneerd artikel in het weekblad Globus waarin ze als 'heksen' en 'verkrachters' van Kroatië werden afgeschilderd. Slaven Letica verklaarde later de auteur te zijn. Haar verwijt had betrekking op de weigering van Drakulič om de veel voorkomende verkrachtingen van Kroatische vrouwen toe te schrijven aan een bewuste oorlogsstrategie van het Servische leger. Jaren later kreeg een procedure over dat artikel (op grond van smaad) zijn beslag en de vijf vrouwen kregen gelijk.
In haar latere werk speelden de Joegoslavische burgeroorlog en de oorlogsmisdaden een belangrijke rol. Ze bracht in 2002-2003 een half jaar door in den Haag, waar ze de (vrijwel) dagelijkse zittingen van het Joegoslaviëtribunaal bijwoonde. Ze trok er vooral de conclusie uit dat oorlogsmisdadigers geen monsters zijn, maar mensen. "Als je onderkent dat oorlogsmisdadigers menselijk zijn, moet je ook onder ogen zien dat je zelf misschien in een situatie terecht kunt komen waarin je ook zulke daden zou kunnen plegen," zei ze in 2016 in een interview door De Groene Amsterdammer.
In de oorlog ervaarde ze dat rechten die men voor altijd gegarandeerd achtte, zomaar ineens kunnen verdwijnen: "Je moet nooit denken: we hebben het bereikt, je moet altijd blijven vechten voor dat wat je belangrijk vindt. Veel mensen zijn optimistischer dan ik, maar als je een oorlog achter je hebt, weet je beter." Ook later is ze niet optimistisch over haar eigen regio geworden: "Nationalisme is als een virus. Het slaapt tot de voorwaarden rijp zijn," aldus de schrijfster in 2025 in MO*. 
Een ander onderwerp waarover ze veel geschreven heeft, is het dagelijkse leven in een communistische maatschappij en de moeilijke overgang naar een liberale democratie.
In haar latere werk schrijft ze over de wijdverspreide teleurstelling in de Oost-Europese landen over de democratische ontwikkelingen na de val van de Muur en het communistische blok. De macht is dan wel gekeerd, maar de geesten zijn nog lang niet ingesteld op democratie, is haar stelling. Ze stelt ook dat de Oost-Europeanen vaak het gevoel hebben tweederangsburgers te zijn in Europa (binnen en buiten de Europesee Unie). Volgens Drakulič moet de heimwee naar het communisme niet overdreven worden, maar vinden veel mensen dat de goede realisaties van die periode ten onrechte niet erkend worden, ook al gingen ze uit van een totalitair bestel.
Mede door haar tijdelijke ballingschap schreef en schrijft ze veel in buitenlandse bladen, zoals de Süddeutsche Zeitung, The New York Times magazine, The New York Times Book Review, The Nation, La stampa, Dagens Nyheter, Politiken en The Guardian.
Werken van haar zijn in veel talen vertaald: naast het Nederlands ook onder andere in het Duits, Frans, Spaans en Engels.
In 2020 werd ze flink getroffen door de coronapandemie en belandde ze voor twaalf dagen in het ziekenhuis.

## Werken
In het Nederlands zijn vertaald en in boekvorm verschenen:
- Marmeren huid (1991 Atlas Contact)
- Hoe wij het communisme overleefden en bleven lachen (Atlas Contact 1992) (verhalen over vrouwen in de tijd van het communisme)
- Hologrammen van angst (1994, Atlas Contact) roman
- Balkan Expres (Atlas Contact, 1995)
- De vrouw die haar minnaar opat (1996, De Prom) roman
- Café Europa, leven na het communisme (Atlas Contact 1997) (op dit boek verscheen in andere talen een vervolg: Café Europa Revisited: How to Survive Post-Communism (2021)
- Alsof ik er niet ben (2000 De Geus, vertaling door Reina Dokter) roman over een vrouw in de gruwelen van de oorlog
- Ze zouden nog geen vlieg kwaad doen (De Geus, 2003, vertaling door W. Scherpenisse) (over de rechtszaken in het Joegoslavië-Tribunaal)
- Dora en de Minotaurus (Orlando, 2020, vertaling door Hilda Schraa) (roman over Dora Maar, de levensgezellin van Pablo Picasso)
- Frida’s pijn, (2021 Orlando, vertaling door Hilda Schraa, later uitgegeven als Rainbowpocket) (roman over de Mexicaanse kunstenares Frida Kahlo)

## Erkenning
- 2002: Robert-Geisendörfer-Preis (DL, jaarlijks uitgereikt door de Evangelische Kirche) voor een hoorspel over het Joegoslavië-Tribunaal (samen met de regisseur, Nikolai von Koslowski)
- 2005: Leipziger Buchpreis zur Europäischen Verständigung (DL, jaarlijks n.a.v. de opening van de leipziger Buchmesse) voor haar schrijfwerk over de berechting van Joegoslavische oorlogsmisdadigers
- 2020: Internationale Stefan Heymprijs (DL, driejaarlijks uitgereikt door de stad Chemnitz) samen met Richard Swartz (haar echtgenoot)